# 戴维·贝克 (生物化学家)
戴维·贝克（英語：David Baker，1962年10月6日—），美国生物化学家、计算生物学家，他开创了设计蛋白质和预测其三维结构的方法。他是霍华德·休斯医学研究所研究员、华盛顿大学亨丽埃塔和奥布里·戴维斯生物化学教授，华盛顿大学基因组学、生物工程、化学工程、计算机科学和物理学副教授。贝克等人研发的人工智能程序现在在很大程度上解决了蛋白质结构预测的问题。他还是美国国家科学院院士，华盛顿大学蛋白质设计研究所所长。
2024年，贝克因开发蛋白质折叠RossetaFold荣获诺贝尔化学奖。

## 生平
1962年10月6日，戴维·贝克出生于美国华盛顿州西雅图。1984年获得哈佛大学的本科学位。1989年在加州大学伯克利分校兰迪·谢克曼的实验室获得了生物化学博士学位，主要研究酵母中的蛋白质运输。1993年，他在加州大学旧金山分校跟随David Agard一起完成了生物物理学博士后培训。贝克于1993年进入华盛顿大学医学院生物化学系任教，2000年成为霍华德·休斯医学研究所研究员，2009年当选美国文理科学院院士。

## 研究
贝克以开发预测及设计蛋白质结构与功能的计算方法而知名，同时主导着一个活跃的生物化学实验小组，学术生涯出版过600多篇论文。
贝克团队研发出从头预测蛋白质结构的Rosetta算法，该算法后来发展成分布式计算项目Rosetta@home，一个用于蛋白质设计的工具，也衍生出一款名为Foldit的电子游戏。贝克曾担任Rosetta Commons主任，该组织是由众多实验室和研究人员组成的联盟，他们负责开发预测及设计生物分子结构预测的软件。贝克团队也经常参与结构预测比赛CASP，专攻从头计算法，包括Rosetta协议手动辅助版和自动运行版。
贝克团队也活跃于蛋白质设计领域，最知名的研究成果是设计出首个拥有新式折叠的人工蛋白质Top7。
贝克与他人成立多家生物技术公司，包括2001年被礼来子公司收购的Prospect Genomics、2023年被阿斯利康收购的Iscosavax、Sana Biotechnology、Lyell Immunotherapeutics和Xaira Therapeutics。

## 奖项
- 1995年：贝克曼青年研究员奖（英语：Beckman Young Investigators Award） [1]
- 2002年：奥弗顿奖（英语：Overton Prize）[18]
- 2004年：纽科姆·克利夫兰奖（英语：Newcomb Cleveland Prize）[19]
- 2004年：费曼纳米技术奖（英语：Feynman Prize in Nanotechnology）[20]
- 2008年：赛克勒奖[21]
- 2021年：生命科学突破奖[22]
- 2022年：威利奖[23]
- 2022年：BBVA基金会知识前沿奖（英语：BBVA Foundation Frontiers of Knowledge Award）[24]
- 2024年：時代雜誌首届健康领域最具影响力100人榜单[25]
- 2024年：诺贝尔化学奖[3][4]